# Кайсаниты
Кайсани́ты (араб. كيسانية‎) — одна из шиитских сект, признававшая имамат Мухаммада ибн аль-Ханафии — сына Али ибн Абу Талиба от ханафитки. Так как Мухаммад ибн аль-Ханафия не был сыном Фатимы, большинство шиитов отвергли его претензии на имамат. Учение кайсанитов оказало сильное влияние на шиитскую догматику (особенно — иракских имамитов). Основоположник секты — аль-Мухтар ибн Абу Убайд ас-Сакафи. К середине IX века кайсанитские общины прекратили своё существование.

## Этимология
Существует несколько версий происхождения названия кайсанитов. По одной из версий, название секты происходило от прозвища аль-Мухтара ас-Сакафи, которого возможно называли Кайсаном. По другой версии так звали одного из учеников Мухаммада ибн аль-Ханафии. Согласно другой версии, они были названы кайсанитами по имени начальника гвардии аль-Мухтара, предводителя мавали в этом восстании Абу Амра Кайсана.

## История
В период правления Абдуллаха ибн аз-Зубайра (684—692) аль-Мухтар приехал в Куфу и начал вести активную пропаганду в пользу Мухаммада ибн аль-Ханафии. Мусульманские историки сообщают, что сам Мухаммад ибн аль-Ханафия ничего не знал об этой пропаганде в свой адрес и позже публично отрёкся от аль-Мухтара. После смерти Ибн аль-Ханафии в 700 году кайсанитами стали называть тех, кто считал, что он был самым близким к Али и восприемником его завещания.
В период правления Али ибн Абу Талиба аль-Мухтар жил в Ираке, а после его убийства перебрался в Басру. После убийства Хусейна ибн Али он был арестован наместником Убайдуллахом ибн Зиядом, а после освобождения он примкнул к Абдуллаху ибн аз-Зубайру. Аль-Мухтар попросил Ибн аз-Зубайра послать его в Ирак, на что тот ответил согласием. В Куфе его арестовали, но его зятю Абдуллаху ибн Умару удалось добиться от властей города его освобождения. Условием освобождения аль-Мухтара было взятое с него обязательство не наводить смуту в городе, которое он сразу же нарушил. Вокруг него собирались его сторонники, которые постепенно усилились и, в конце концов, выступили против наместника провинции Абдуллаха ибн Мути. Абдуллах ибн Мути послал против них войска во главе с Шибсом ибн Риби, но они потерпели поражение. Аль-Мухтар же захватил власть в Куфе, а Абдуллах ибн Мути бежал в Басру. После этого восставшие успешно воевали с Омейядами, но потерпели поражение от войск Абдуллаха ибн аз-Зубайра. Аль-Мухтар ас-Сакафи же был убит 4 апреля 687 года в сражении при Мазаре (в Куфе).

## Учение
Учение кайсанитов отличалось от учения «крайних» сект (гулат) тем, что они не обожествляли Али ибн Абу Талиба и его потомков, а видели в них святых и непогрешимых людей. Для кайсанитов имамы были равны пророкам и выражали Божественное присутствие в мире. Они верили во второе пришествие имама, которым, по их мнению, был Мухаммад ибн аль-Ханафия. Одна группа кайсанитов считала, что Мухаммад ибн аль-Ханафия умер, но воскреснет и вернётся в мир, а другая — что он не умер и живёт на некоей горе Ридва. Они признавали, что Божественное повеление имамам может измениться на противоположное (бада). Кайсаниты также верили в переселение душ после смерти (танасух).

## Секты
В самом кайсанизме не было единства и они распались на несколько сект, наиболее известные из которых следующие секты:
- мухтариты — приверженцы аль-Мухтара ас-Сакафи. Поздние мухтариты проповедовали прекращение имамата до возвращения самого Мухаммеда ибн аль-Ханафии.
- хашимиты — приверженцы имамата Абу Хашима — сына Мухаммада аль-Ханафии
- баяниты — считали, что после Абу Хашима имамат перешёл к Байану ибн Симану ан-Нахди. Распались на несколько подгрупп.
- ризамиты (Аббасидские шииты) — считали, что после Абу Хашима имамат перешёл к роду Аббасидов[1]. Образование этой секты совпадает с первыми религиозно-политическими выступлениями Абу Муслима в Хорасане. С приходом к власти династии Аббасидов они признали законность их прав на имамат.
- карбиты — отрицали смерть Мухаммеда ибн аль-Ханафии, верили в переселение душ и возвращение (ар-раджа).

Абуль-Хасан аль-Ашари подразделял кайсанитов на одиннадцать сект, не определяя последовательности их возникновения и их генетического родства.